# Крутиха (приток Оби)
Крутиха — река в России, протекает по Усть-Пристанскому району Алтайского края. Устье реки находится в 3530 км по левому берегу реки Обь. Длина реки составляет 20 км. Правый приток — Березовка.

## Данные водного реестра
По данным государственного водного реестра России, относится к Верхнеобскому бассейновому округу, водохозяйственный участок реки — Обь от слияния рек Бия и Катунь до города Барнаул, без реки Алей, речной подбассейн реки — бассейны притоков (Верхней) Оби до впадения Томи. Речной бассейн реки — (Верхняя) Обь до впадения Иртыша.